# Afghanistan ai Giochi della XVII Olimpiade
L'Afghanistan partecipò ai Giochi della XVII Olimpiade svoltisi a Roma dal 25 agosto all'11 settembre 1960, con una delegazione di 12 atleti impegnati in due discipline: lotta e atletica leggera.
Fu la quarta partecipazione di questo paese ai Giochi olimpici. Non furono conquistate medaglie.